# First Run Features
First Run Features is een onafhankelijke filmproducent, opgericht in 1979 door een groep van filmmakers om de distributie van onafhankelijke films te verbeteren. Al snel na de oprichting kreeg First Run een reputatie voor het creëren van controversieel materiaal in de fictie en non-fictie filmsectoren. First Run is een van de grootste onafhankelijke producenten uit de Verenigde Staten en bezit een grote catalogus van onafhankelijke films. Per jaar brengt de filmproducent 12 tot 15 films uit en introduceert 40 tot 50 films per jaar op DVD en video.